# 维尔斯德鲁夫
维尔斯德鲁夫（德語：Wilsdruff，發音：[ˈvɪlsˌdʁʊf] ⓘ）是德国萨克森州萨克森施韦茨-东厄尔士山县的城市，面积81.6平方千米，2023年12月31日人口为14,613人。